# おうし座4番星
おうし座4番星（おうしざ4ばんせい）は、太陽系から見ておうし座の方向約373光年の距離にある恒星で5等星。バイエル符号で「おうし座s星」とも呼ばれる。
2017年12月、2017年12月31日を以て閉園した福岡県北九州市八幡東区にあったテーマパーク「スペースワールド」が、オーストラリアのスプリングブルック天文台のサービスを利用して、この天体に「SPACEWORLD」と命名したと発表した。ただし、この名称はスプリングブルック天文台でのみ使用されるものであり、「シリウス」や「フォーマルハウト」のように国際天文学連合 (IAU) の恒星の固有名に関するワーキンググループ (WGSN) によって正式に承認された名称ではない。また、IAUはこのような商用命名サービスについて難色を示している。